# Trevor Mbakwe
Trevor Mbakwe (Saint Paul, Minnesota, 24 de enero de 1989) es un exjugador de baloncesto estadounidense con pasaporte nigeriano que jugó como profesional en Europa duante seis temporadas. Con 2,06 de estatura su puesto natural en la cancha era el de pívot.

## Trayectoria deportiva

### Universidad
Trevor Mbakwe pasó por  Universidad de Marquette (2007-08) y Miami Dade College (2008-09), acabó su estancia colegial en la Universidad de Minnesota (2010-13). A las órdenes de Tubby Smith, promedió nada menos que 13.9 puntos, 10.5 rebotes y 1.5 tapones durante la campaña 2010-11, unas cifras reboteadores que nadie desde Kris Humphries había alcanzado. Tras pasar prácticamente en blanco la campaña 2011-12 por una grave lesión de rodillas, sus minutos durante su última año universitario fueron limitados (24.9), tiempo en el que firmaría 10 puntos, 8.7 rebotes y 1.4 tapones por encuentro. 

### Profesional
Mbakwe llegó a Europa en 2013, tras tres años en la Universidad de Minnesota. En Italia ha sido una de las grandes revelaciones del curso, promediando al final 9,9 puntos, 9,3 rebotes y 1,6 tapones en 27 minutos.  Tras cumplir el año de contrato firmado, Mbakwe había quedado libre y firma con el Brose Baskets donde en 2015 gana la Basketball Bundesliga con unas actuaciones decisivas en la final contra el Bayern Múnich.
Firma en 2015 con el Maccabi Tel Aviv. En Israel no tuvo suerte a nivel colectivo, pero sus números no bajaron en demasía. En la Fase Regular de Euroliga consiguió un promedio de 6.9 puntos y 8 rebotes por encuentro. Tras caer eliminado y pasar a disputar la Eurocup, Mbakwe volvió a promedia dobles dígitos en puntos y rebotes, 11-10.
En julio de 2016 ficha por el Unicaja Málaga, pero no llega a debutar en el equipo malagueño debido a problemas físicos en sus rodillas. Poco después ficharía por el BC Zenit San Petersburgo de Rusia.